# Johann Leopold Bärnklau
Freiherr Johann Leopold Bärnklau zu Schönreith (* 1700 in Kreuzburg im Herzogtum Brieg; † 10. August 1746 gefallen bei Roddofreddo) war Feldmarschall-Lieutenant. Er stammte aus einer alten böhmischen Familie.

## Leben
Sein Vater war kaiserlicher Oberleutnant und starb 1712, daher schickte ihn seine Mutter zu Verwandten nach Prag. Er kam zum Studium, entschloss sich aber dann, in der österreichischen Armee zu dienen. Er stieg rasch auf und wurde 1736 schon Oberst im Generalquartiermeisterstab. Im 7. Türkenkrieg zeichnete er sich mehrfach aus und erhielt 1737 den Auftrag der Kaiserin von Russland, den Operationsplan gegen die Türken zu überbringen. Anschließend wurde er Chef des Generalstabs des Oberbefehlshabers der Armee. Im Jahr 1738 verteidigte er den Hauptpass bei Mehadia und zog nach ehrenvoller Kapitulation ab. Er wurde Kommandant von Pancsowa und stürmte als solcher am 16. Oktober 1738 die Festung Ujpalanka. Im März 1739 wurde er zum Generalmajor befördert und schlug am 21. Juli 1739 die Türken bei Slenza. 
Im Österreichischen Erbfolgekrieg schlug er am 17. Januar 1742 den General Törring bei Schärding. Anschließend eroberte er Braunau, Passau und die Festung Oberhaus; am 17. Februar 1742 besetzte er dann auch München. 1742 wurde er zum Feldmarschall-Lieutenant befördert und erhielt das Kommando über 13.000 Mann, um Bayern zu besetzen, während Khevenhüller in Böhmen kämpfte. 1743 erhielt er die Brigade Andlau und besetzte am 9. Mai 1743 mit dem Generalmajor Nadasdy erneut München. Dort konnte er den französischen Parteigänger La Croix und sein Korps gefangen nehmen. Im Juli 1743 wurde der Prinz Karl Alexander von Lothringen an den Rhein versetzt und Bärnklau wurde Oberbefehlshaber in Bayern und außerdem Inhaber des Infanterieregiments No. 49. Er kam 1744 an den Rhein, wo er Burghausen und die Rheininsel Kühkopf besetzte und hielt, bis ihn der General Batthyány ablöste. Im Jahr 1746 kämpfte er in Italien. Er besetzte am 4. Juni 1746 das Castel Rivalta an der Trebbia und kämpfte am 16. Juni bei Piacenza und in Roddofreddo. Als dort die spanisch-französischen Truppen den Poübergang erzwungen hatten und sich nach Stradella in Marsch setzten, wurde er von zwei Musketenkugeln tödlich getroffen. Er war nicht verheiratet, soll aber einen Sohn namens Flaminio hinterlassen haben.